# Ліньєр (Невшатель)
Ліньєр (фр. Lignières NE) — громада в Швейцарії в кантоні Невшатель.

## Географія
Громада розташована на відстані близько 33 км на північний захід від Берна, 15 км на північний схід від Невшателя.
Ліньєр має площу 12,5 км², з яких на 7,4 % дозволяється будівництво (житлове та будівництво доріг), 60,9 % використовуються в сільськогосподарських цілях, 31,7 % зайнято лісами, 0 % не є продуктивними (річки, льодовики або гори).

## Демографія
2019 року в громаді мешкало 980 осіб (+2,4 % порівняно з 2010 роком), іноземців було 9,7 %. Густота населення становила 78 осіб/км².
За віковим діапазоном населення розподілялося таким чином: 25,4 % — особи молодші 20 років, 57,7 % — особи у віці 20—64 років, 16,9 % — особи у віці 65 років та старші. Було 404 помешкань (у середньому 2,4 особи в помешканні).
Із загальної кількості 255 працюючих 52 було зайнятих в первинному секторі, 47 — в обробній промисловості, 156 — в галузі послуг.